# Сакуро, Эвелина Георгиевна
Эвели́на Гео́ргиевна Саку́ро (род. 19 октября 1961, Ташкент) — российская и белорусская актриса кино и театра.

## Биография
В возрасте 7 лет переехала в Минск. С 1977 по 1980 годы работала в театре-студии «Стерео» под руководством Рида Сергеевича Талипова.
В 1984 году окончила Минский институт культуры по специальности «режиссура театра» (курс Г. Боровика).
Начала сниматься в кино с 1990 года.
В 1991 году окончила ГИТИС им. Луначарского по специальности «актриса драматического театра и кино» (мастерская Л. Топчиева).
С 1985 по 2000 годы работала в минском Государственном молодёжном театре, ушла из театра из-за творческих разногласий.
Член Белорусского союза кинематографистов.

## Актёрские работы

### В кино
| Год       |    | Название                                 | Роль                                        |
| --------- | -- | ---------------------------------------- | ------------------------------------------- |
| 1990      | ф  | Человек из чёрной «Волги»                | Имя персонажа не указано                    |
| 1991      | ф  | Красный остров                           | Эмма Васильевна, соседка                    |
| 1991      | ф  | Безумной страстью ты сама ко мне пылаешь | проводница                                  |
| 1992      | ф  | На тебя уповаю                           | Женька                                      |
| 1994      | ф  | Будулай, которого не ждут                | Катька-Аэропорт                             |
| 1999      | с  | Каменская-1 (эпизод «Не мешайте палачу») | клиентка Ларкина                            |
| 1999—2001 | с  | Ускоренная помощь 1                      | медсестра Рая                               |
| 2002      | с  | Закон                                    | Алла Бобошко                                |
| 2003      | с  | Отель «Исполнение желаний»               | Марго                                       |
| 2003      | с  | Вокзал                                   | Елена Брунеева, кассирша                    |
| 2004      | ф  | Маленькие беглецы                        | проводница                                  |
| 2005      | с  | Призвание                                | буфетчица с валютными чеками                |
| 2005      | с  | Нежная зима                              | Тёркина                                     |
| 2005      | ф  | Дунечка                                  | Елена, актриса                              |
| 2005      | ф  | 12 месяцев                               | мачеха                                      |
| 2005      | с  | Воскресенье в женской бане               | Жанна                                       |
| 2005      | тф | Рифмуется с любовью                      | Лена, подруга Ольги                         |
| 2006      | с  | Золотая тёща                             | Антонина Михайловна — тёща                  |
| 2006      | с  | Дедушка моей мечты                       | Надежда Максимовна, соседка                 |
| 2009—2010 | с  | Кремлёвские курсанты                     | мать Николая Ковнадского                    |
| 2009      | с  | Теоретики                                | мама-одесситка «тётя Роза»                  |
| 2010      | с  | Женить миллионера                        | Агафонова                                   |
| 2010      | ф  | Утомлённые солнцем 2: Цитадель           | Ольга Николаевна                            |
| 2011      | с  | Печали-радости Надежды                   | хозяйка цветочного магазина                 |
| 2011      | с  | Лучший друг семьи                        | Ирина Леонидовна Мищенкова                  |
| 2012      | с  | Полосатое счастье                        | Аврора Александровна Одинцова, бабушка Пети |
| 2012      | с  | Санта Лючия                              | Мария Отрубец, жена Андрея                  |
| 2012      | с  | Золотые ножницы                          | Ираида, директор музея                      |
| 2012      | с  | Яблочный спас                            | Анжела                                      |
| 2012      | с  | Клубничный рай                           | Анжелика Олеговна                           |
| 2013      | с  | Парфюмерша                               | главный бухгалтер                           |
| 2013      | тф | Путь к сердцу мужчины                    | Любовь                                      |
| 2014      | тф | Звёзды светят всем                       | Клавдия Федоровна                           |
| 2015      | ф  | ГараШ                                    | стриптизёрша                                |
| 2016      | ф  | PARTY-ZAN фильм                          | хозяйка квартиры                            |
| 2017      | ф  | Первый парень на деревне                 | Мефодьевна                                  |
| 2017      | с  | Суббота                                  | Зоя                                         |
| 2018      | с  | Lasnaгорск                               | Галя                                        |

### В театре
- Великолепия грехов наших — Марфа
- Женитьба — сваха
- Крылья — соседка
- Мы тронулись, или С приветом, Дон Кихот!
- Тойбеле и её демон

### Озвучивание мультфильмов
- Было лето… — Фея